# Ignazio Breccia Fratadocchi
Ignazio Breccia Fratadocchi (* 1927 in Torre di Palme/Fermo, Marken; † 19. September 2013 in Rom) war ein italienischer Architekt.

## Leben
Er arbeitete in dem Büro seines Vaters, dem Bauingenieur Giuseppe Breccia Fratadocchi (1898–1955), der mit dem Architekten Marcello Piacentini zusammenarbeitete, und mit dem Wiederaufbau und der Rekonstruktion der im Zweiten Weltkrieg zerstörten Abtei Montecassino beschäftigt waren. Nach dem Tod des Vaters beendete er die Aufbauarbeiten in Montecassino in den 1950er Jahren.
In Rom wurde er bekannt mit mehreren zeitgenössischen Kirchenbauten. Er war Mitglied der Technischen Kommission für die neuen Kirchen des Vikariats von Rom unter Leitung von Pater Costantino Ruggeri und eingebunden in das Programm „50 Kirchen für Rom 2000“ (50 Chiese per Roma 2000).

## Bauten
- Gemeindezentren in Cassino und Porto Sant’Elpidio (zusammen mit Giuseppe Breccia Fratadocchi)
- Ospedale a Fermo / Krankenhaus Murri in Fermo (zusammen mit Giuseppe Breccia Fratadocchi)
- INA-Casa-Komplex in Kampanien (zusammen mit Giuseppe Breccia Fratadocchi)
- Scuola Paritaria San Giuseppe Artigiano (1967)
- Cappella di Casa Domitilla, Rom (1968)
- Casa Domitilla – Istituto Agostiniano dei Fratelli della Misericordia di Maria Ausiliatrice dell’ordine di Sant’Agostino (1968)
- Santa Maria delle Grazie a Via Trionfale, Rom (1940 durch Tullio Rossi; Restaurierung 1982)
- Spirito Santo alla Ferratella, Rom (1986)
- Annunciazione della Beata Vergine Maria a Via Ardeatina, Rom (1987)
- San Vincenzo Pallotti, Rom (1990; zusammen mit Carlo Bevilacqua, Anna Maria Feci)
- Santi Aquila e Priscilla in Rom-Portuense (1989–1992)

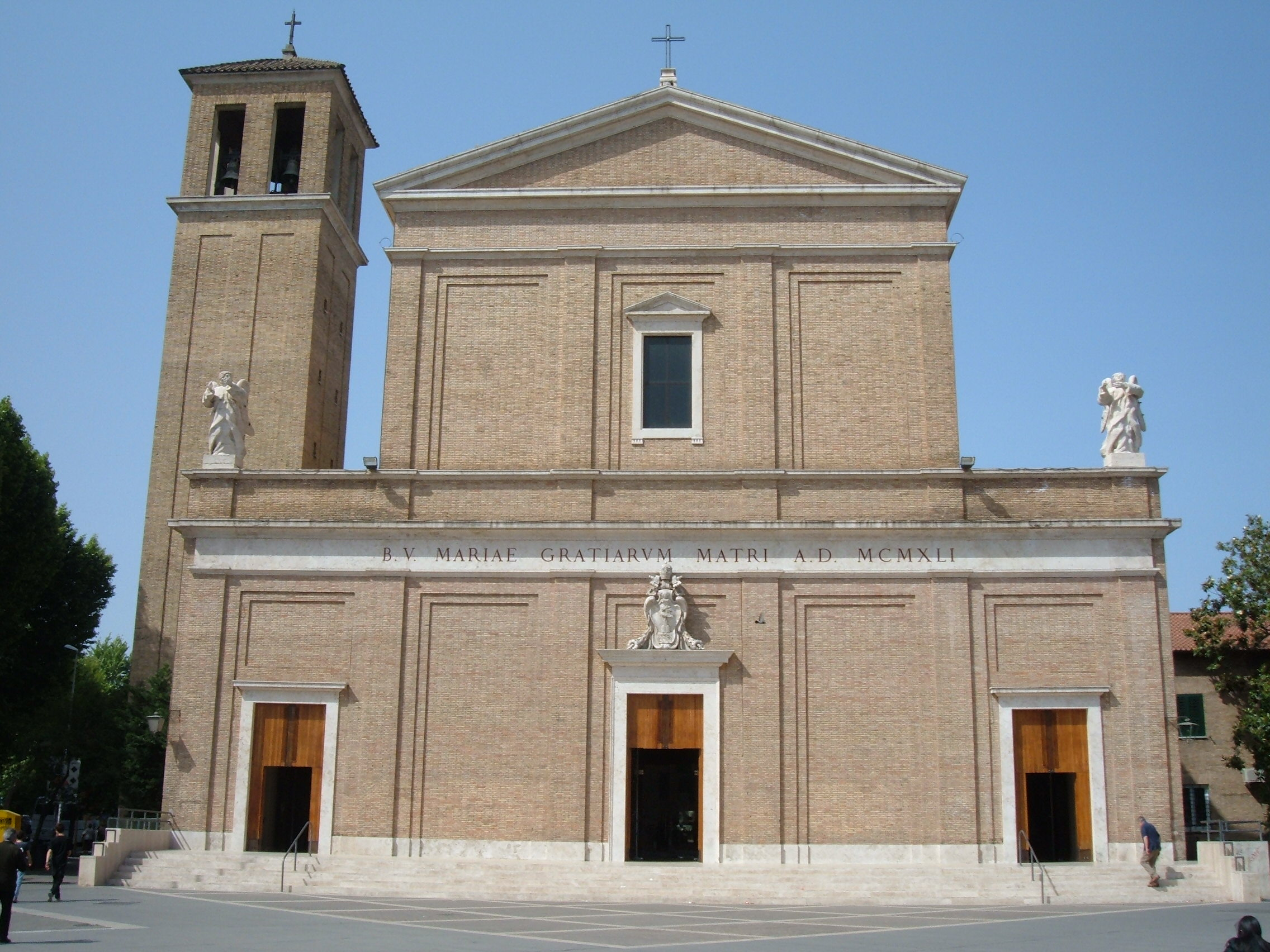
Santa Maria delle Grazie al Trionfale (Rom)
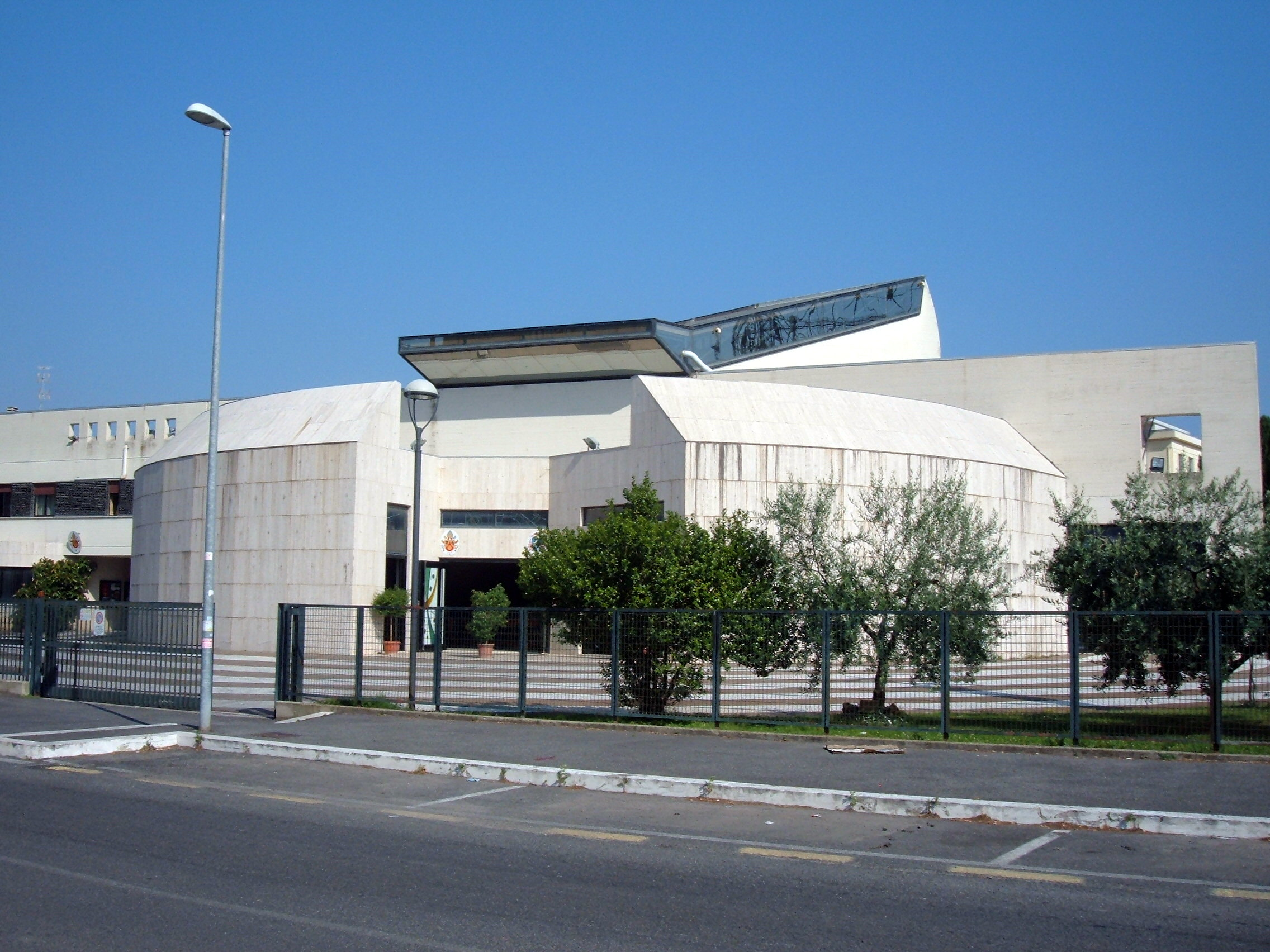
Santi Aquila e Priscilla (Rom)